# فيفيان ريتش
فيفيان ريتش (بالإنجليزية: Vivian Rich)‏ هي ممثلة أمريكية، ولدت في 26 مايو 1893 في فيلادلفيا في الولايات المتحدة، وتوفيت في 17 نوفمبر 1957 في هوليوود في الولايات المتحدة بسبب حادث مرور.

## وصلات خارجية
- فيفيان ريتش على موقع IMDb (الإنجليزية)
- فيفيان ريتش على موقع ألو سيني (الفرنسية)
- فيفيان ريتش على موقع أول موفي (الإنجليزية)
- فيفيان ريتش على موقع قاعدة بيانات الأفلام السويدية (السويدية)
- فيفيان ريتش على موقع كينوبويسك (الروسية)